# Condor-Flug 3782
Condor-Flug 3782 war ein Charterflug der deutschen Fluggesellschaft Condor von Stuttgart nach Izmir, auf dem am 2. Januar 1988 eine Boeing 737-200 im Anflug auf Izmir gegen einen Berg geflogen wurde. Durch diesen CFIT (Controlled flight into terrain) wurden alle 16 Menschen an Bord getötet.

## Flugzeug
Die Boeing 737-230 mit der Werknummer 22635/774 und dem Luftfahrzeugkennzeichen D-ABHD hatte ihren Erstflug am 15. Juni 1981. Zum Unfallzeitpunkt hatte die Maschine 19.334 Flugstunden absolviert.

## Flugverlauf
Das Flugzeug war von einem türkischen Reiseveranstalter gechartert worden, der sich auf den ethnischen Verkehr spezialisiert hatte. Die Piloten  waren der 48-jährige Flugkapitän und ehemalige Starfighter-Pilot Wolfgang Hechler und der 33-jährige Copilot Helmut Zöller; er war Pilot Flying. Nach zwei Stunden Flugzeit begann die Besatzung gegen 19 Uhr den Sinkflug auf den 1987 fertiggestellten Flughafen Izmir-Adnan Menderes und plante einen Instrumentenanflug auf dem Instrumentenlandesystem (ILS) für die Landebahn 35. Dabei wird normalerweise die Position über gerichtete (VOR) oder ungerichtete Flugfunkfeuer (NDB) verifiziert, um sicherzustellen, dass das Flugzeug keine Nebenkeule des ILS abfliegt; bei Flug 3782 unterblieb das. Die Maschine folgte einer Nebenkeule, die mehr als 35 Grad außerhalb des eigentlichen Anflugkurses lag und kollidierte schließlich gegen 19:18 Uhr etwa 10 Seemeilen südwestlich des Flughafens Izmir mit einem Hügel.
15 Personen starben bereits beim Aufprall. Eine Flugbegleiterin überlebte wahrscheinlich zunächst, verstarb aber bis zum Eintreffen der Rettungskräfte ca. drei Stunden später.
| Nationalität | Passagiere | Crew | Insgesamt |
| ------------ | ---------- | ---- | --------- |
| Türkei       | 11         | –    | 11        |
| Deutschland  | –          | 5    | 5         |
| Total:       | 11         | 5    | 16        |

## Unfallursachen
Kapitän Hechler redete permanent auf seinen Kopiloten Zöller ein und kritisierte ihn während des Landeanflugs. Während des Zanks merkten sie nicht, dass sie die Orientierung verloren und prallten gegen einen Berg.

“The accident occurred due to the wrong use of navigation aids. The cause is attributed mainly to the lack of adherence to company procedures especially in respect of crew coordination during approach and basic instrument flying procedures.”

„Der Unfall trat aufgrund der falschen Verwendung von Navigationshilfen auf. Die Ursache ist vor allem auf die mangelnde Einhaltung von Betriebsverfahren zurückzuführen, vor allem in Bezug auf die Koordination der Besatzung während des Landeanflugs und allgemein während Instrumentenflugverfahren.“